# Coxeya sinistra
Coxeya sinistra är en fjärilsart som beskrevs av William Schaus 1937. Coxeya sinistra ingår i släktet Coxeya och familjen tandspinnare. Inga underarter finns listade i Catalogue of Life.